# Лупша (Брашов)
Лупша (рум. Lupșa) — село у повіті Брашов в Румунії. Входить до складу комуни Хогіз.
Село розташоване на відстані 178 км на північ від Бухареста, 39 км на північний захід від Брашова.

## Населення
За даними перепису населення 2002 року у селі проживали 138 осіб. Рідною мовою 135 осіб (97,8%) назвали румунську.
Національний склад населення села:
| Національність | Кількість осіб | Відсоток |
| -------------- | -------------- | -------- |
| румуни         | 106            | 76,8%    |
| цигани         | 28             | 20,3%    |